# Semesterlagen
Semesterlagen (1977:480) är en lag i Sverige som ger den anställde rätt till semester. Den första semesterlagen instiftades 1938 och gav alla anställda två veckors semester. 
Lagen reglerar semesterår, semesterledighet och semesterlön samt semesterersättning. Den nu gällande lagen är från 1978, men antogs året dessförinnan. Nedan redovisas huvuddragen i semesterlagen, men det bör observeras att lagen innehåller åtskilliga undantagsregler.
Avtal som ger sämre förmåner för den anställde än vad lagen anger gäller inte. Dock kan även försämringar avtalas genom kollektivavtal gällande vissa delar av lagen. 
Ett semesterår löper från den 1 april till 31 mars efterföljande år. Motsvarande period året före kallas för intjänandeår. Den som slutar sin anställning och har semesterdagar kvar att ta ut ska ha semesterersättning för dessa dagar.
Semesterledigheten omfattar 25 dagar med vissa undantag, oavsett om det är en tillsvidareanställning, en projektanställning eller ett vikariat. Ett visst antal sjukdagar per år är semesterlönegrundade.
Semesterlönen är enligt lag 12 procent av arbetstagarens lön under intjänandeåret. I denna lön ingår lön under sjukdom, föräldraledighet, utbildning, skötsel av närstående, mm. I kollektivavtal kan det finnas andra procentsatser än i semesterlagen. Permitteringslön (och tidigare semesterlön) ingår inte i underlaget för att beräkna semesterlön.
Den som har rätt till mer än 20 dagar semester har rätt att spara överskjutande dagar under fem år och sedan ta ut dem i en sammanhängande ledighet.
Den som måste vara tillgänglig för arbetsgivaren under semestern har då egentligen beredskapstjänst och ska ha ersättning. Det gäller också dem som har förhandlat bort sin rätt till ersättning för övertid och beredskap. 
Man kan bli skyldig att avbryta semestern och återgå till arbetet. Men då krävs synnerliga skäl, som att nästan alla på arbetsplatsen har blivit sjuka.